# Gândirism
Gândirismul este un curent ideologic și filozofic, precum și o mișcare artistică românească interbelică (1921 - 1944), cu multe aspecte de avangardă originală, de orientare existențialist-ortodoxă, care s-a format în România la începutul primelor decenii ale secolului XX, în jurul revistei Gândirea, de la care își trage, în chip firesc, numele. Gândirist = adept al gândirismului.
Orientarea acestui curent a fost, la început, atât la Cluj (1921 - 1922), cât și la București (după aceea, până în 1926), spre avangarda artistică românească, atunci când la „timona revistei” se aflau fondatorii Cezar Petrescu și D. I. Cucu, la Cluj, respectiv Cezar Petrescu plus Adrian Maniu și Gib Mihăescu, ulterior, la mutarea în capitală.
După venirea în redacție a multilateralului Nichifor Crainic, în 1926, și, mai ales, după numirea sa ca redactor-șef, în 1928, orientarea culturală și ideologică a revistei „a curs” majoritar înspre tradiționalism, spre curentele literare al ortodoxismului și autohtonismului, aducând împreună tradiționalismul românesc, naționalismul și unitatea națională sub aceeași egidă, cea a ortodoxiei, mai mult seculare, decăt religioasă și teologică.
Spre cinstea sa, în ciuda orientării sale, laică, dar și filozofică ortodoxistă, Nichifor Crainic, ca orice intelectual obiectiv, deschis și de valoare, a lăsat loc multiplelor puncte de vedere să își găsească varii spații de exprimare în revistă, susținute de multitudinea de voci de valoare interbelică, apartinând întregului spectru de intelectuali români de valoare.

## Curentul gândirist

### Primii cinci ani (1921 - 1926)
La începutul existenței Revistei Gândirea, exponenții gândirismului, aflat oarecumva „în fașă,” cei doi publiciști, care au fost simultan și fondatorii Gândirii, la Cluj-Napoca, Cezar Petrescu și D. I. Cucu, au conceput și tradus în practică gândirismul ca o modalitate de „rescriere” a tradiționalismui românesc în cheia unei mișcări de avangardă românească. La mutarea la București, alături de Cezar Petrescu, alte voci, Adrian Maniu și Gib Mihăescu, alți doi colaboratori importanți ai revistei din primii săi cinci ani, s-au alăturat orientării artistice, culturale și filozofice inițiale. 

### Următorii ani (1927 - 1944)
Odată cu venirea lui Nechifor Crainic, în 1926, în redacție, și apoi, din 1929, la conducerea acesteia, orientarea revistei spre curentul artistic, cultural și ideologic al ortodoxismului, s-a manifestat mai limpede și mai structurat. Alături de prezența scriitoricească a lui Crainic, intelectuali veniți dinspre ortodoxism, cu voci distincte, precum  Bartolomeu Anania, Radu Dragnea și Pamfil Șeicaru, s-au afirmat în calitate de contribuitori valoroși, care veniseră să stea în anii 1930 și chiar 1940.

### Întreruperea și încetarea funcționăriigândirismuluiși a revistei sale
Din varii motive obiective, Revista Gândirea a avut două întreruperi, în decursul anului 1925 și în intervalul 1933 - 1934. 
Ulterior, după 1938, din cauza evenimentelor istorice, interne, dar atât din Europa și din lume, total nefavorabile României Mare, activitatea gândirismului a scăzut foarte mult în intensitate, pentru a înceta complet în cele din urmă.
Prestigioasa publicație culturală și-a încheiat activitatea în 1944, din motive istorice, lesne de înțeles.

## Scriitori contribuitori (1921 - 1944)
În jurul publicației și sub îndrumarea gânditorului Nichifor Crainic, personalitate complexă interbelică, s-a format o adevărată grupare de valoare ce reunea o mare parte din intelectualitatea de marcă a vremii. Printre numeroasele nume implicate în a își aduce contribuția, pro, contra sau neutră, se numărau și: Ion Barbu, Vasile Băncilă, Lucian Blaga, Dan Botta, Alexandru Busuioceanu, Mateiu I. Caragiale, Oscar Walter Cisek, Radu Gyr,  Niculae I. Herescu (care semna adesea, N. I. Herescu, Gib Mihăescu, Ovidiu Papadima, Victor Papilian, Ioan Petrovici, Ion Pillat, Adrian Maniu, V. I. Popa, Dragoș Protopopescu, Ion Marin Sadoveanu, Dumitru Stăniloae, Paul Sterian, Francisc Șirato, Al. O. Teodoreanu, Ionel Teodoreanu, Sandu Tudor, Tudor Vianu, Pan M. Vizirescu, Vasile Voiculescu, Sandu Tudor, G. M. Zamfirescu și mulți alții.
Unele voci importante interbelice ale culturii române, precum fuseseră: Tudor Arghezi, George Călinescu, Șerban Cioculescu, Petre Pandrea, Mircea Eliade, Emil Cioran, dar și alții, au avut colaborări numai temporare, din păcate. 

## Importanța gândirismului
Gândirismul are afinități cu alte curente tradiționaliste de la sfârșitul secolului al 19-lea și începutul secolului 20, printre care cel mai relevant este Sămănătorismul lui Nicolae Iorga, de care se deosebește, însă, prin preocuparea excesivă față de rolul social și cultural pe care ar trebui să-l joace credința ortodoxă.
Curentul gândirist a contribuit, pe de o parte, la revelarea unor elemente de substrat, la încurajarea preocupărilor folclorice și etnografice, iar pe de altă parte, s-a dovedit predispus la anumite afirmări exagerate ale naționalismului, clasificate ca susținând aripa dreaptă. După mai multe opinii, această tendință a gândirismului a fost sensibil mai moderată, însă, decât „trăirismul” lui Mircea Eliade și Emil Cioran ori al lui Constantin Noica și Nae Ionescu.